# Chaiyapol Julien Poupart
Chaiyapol Julien Poupart  (tiếng Thái: ชัยพล จูเลี่ยน พูพาร์ต, phiên âm: Chai-da-pon Chu-li-en Pu-pát, sinh ngày 27 tháng 2 năm 1990) còn có nghệ danh là New (นิว), là một diễn viên và người mẫu người Thái Lan. Anh được biết đến qua các bộ phim truyền hình đinh đám như: Kaew Lorm Petch, Em là... phụ nữ, Chuyện tình bậc đế vương...

## Tiểu sử
Tham gia diễn xuất từ năm 2008, tính đến nay, New đã bỏ túi cho mình bộ sưu tập gồm 10 vai diễn truyền hình và 3 vai diễn điện ảnh, một con số không hề nhỏ so với tuổi đời và tuổi nghề của anh. Từng “gây sốt” trên màn ảnh Việt với các vai diễn ấn tượng trong “Hoa hồng của quỷ”, “Em là phụ nữ”, “Lốc xoáy tình yêu”..., vẻ đẹp trai lãng tử, hiền lành cùng diễn xuất tự nhiên như hơi thở của New chiếm được nhiều tình cảm từ khán giả.
Anh còn là cháu của diễn viên Oliver Pupart và Michael Poupart, anh họ Suradet Piniwat.

## Các bộ phim đã từng tham gia

### Phim điện ảnh
| Năm  | Phim                                  | Vai                    | Đóng với                                                                      |
| ---- | ------------------------------------- | ---------------------- | ----------------------------------------------------------------------------- |
| 2011 | The Outrage Trước quỷ môn quan        | Aanan                  | Mario Maurer, Chermarn Boonyasak, Ananda Everingham                           |
| 2012 | Jan Dara the Beginning                | Ken Krathingthong      | Mario Maurer, Rhatha Phongam, Savika Chaiyadej, Nat Thephussadin Na Ayutthaya |
| 2013 | Jan Dara The Finale                   | Ken Krathingthong      | Wannarot Sonthichai                                                           |
| 2014 | Threesome Bạn trai mới của em là ma   | Rang                   | Arpa Pawilai, Steven Foorer                                                   |
| 2014 | The Scar Vết sẹo cũ                   | Kwan                   | Davika Hoorne                                                                 |
| 2015 | Mon Rak Luk Thung Yêu em 10 ngàn đô   | Klao                   | Chermawee Suwanpanuchoke                                                      |
| 2015 | Maebia Mãng xà                        | Young Manging Director |                                                                               |
| 2018 | The Miracle of Naga Gem               | Phol                   | Chonrudee Amornluck                                                           |
| 2021 | Dark World                            | Leo                    | Arisara Thongborisut                                                          |
|      | Six Characters in Search of an Author |                        |                                                                               |

### Sitcom
| Năm  | Phim                                   | Vai | Đài |
| ---- | -------------------------------------- | --- | --- |
| 2011 | Baan Nee Mee Ruk ตอน หมาหวงก้าง         | แม็ค | CH9 |
| 2012 | Bhen Khao                              | Top | CH3 |
| 2012 | Look Pee Look Nong ตอน คาราเต้ คาราตุ้บ ! | อ๊อฟ | CH9 |

### Phim truyền hình
| Năm  | Phim                                                         | Vai                                | Đóng với                                   | Đài   |
| ---- | ------------------------------------------------------------ | ---------------------------------- | ------------------------------------------ | ----- |
| 2008 | Kwarm Lub Kaung Superstar Bí mật của siêu sao                | Chính mình                         | (khách mời)                                | CH5   |
| 2008 | Kaew Lorm Petch Đêm định mệnh                                | Chanok                             | Siripon Yuktadatta                         | CH5   |
| 2009 | Sakul Ga Vì sao lạc                                          | Patiya / Pu                        | Patiparn Pataweekarn & Wannarot Sonthichai | CH5   |
| 2009 | Sen...Seu Ruk Seu Winyarn                                    | Pach                               | (khách mời)                                | CH5   |
| 2010 | Dok Ruk Rim Tang Em là... phụ nữ                             | Sithisak                           | Panward Hemanee                            | CH5   |
| 2011 | Kohn Teun Ngoài vòng pháp luật                               | BaanJerd                           |                                            | CH5   |
| 2011 | Kularb Satan Hoa hồng của quỷ                                | Chinphat Chanannop                 | Tanida Tanawuth                            | CH5   |
| 2012 | Buang Ruk Lốc xoáy tình yêu                                  | Phettae                            | Sirin Kohkiat                              | CH5   |
| 2013 | Koo Gum Nghiệt duyên                                         | Pholchai                           | Wannarot Sonthichai (khách mời)            | CH5   |
| 2013 | Ruen Sanaeha Ngôi nhà bùa mê                                 | Meuang / Muang                     | Pantila Pansirithanachote                  | CH5   |
| 2015 | Club Friday The Series 5: Secret of The 3 of us              | Joe                                | Ruengrit McIntosh & Lalita Punyopas        | GMM25 |
| 2015 | Kay Hard Dao Vì ta thuộc về nhau                             | Songkram Samphanphong (Kiao)       | Jintanutda Lummakanon                      | OneHD |
| 2016 | Krungthep Mahanakorn Sorn Ruk Bangkok, nơi tình yêu bắt đầu  | Ryan (Rate)                        | Marie Broenner                             | OneHD |
| 2016 | Sanaeha Karm Sen Phản bội                                    | Win                                | Darin Hansen                               | OneHD |
| 2017 | A Love to Kill (Thai ver) Nơi nào anh có em                  | Kantapat Adulchai (Puen)           | Wannarot Sonthichai                        | OneHD |
| 2017 | Rak Nakara Chuyện tình bậc đế vương                          | Nor Muang                          |                                            | CH3   |
| 2018 | Sanae Nang Ngiew Nữ ca kịch quyến rũ                         | Dumgerng / "Gerng"                 | Prima Bhunjaroeun                          | CH3   |
| 2019 | Wai Saeb Saraek Kard 2                                       | Pongkiat Komthumkun (Kru Pongkiat) | Saranya Jumpatip                           | CH3   |
| 2020 | Club Friday The Series 12: Rak Nee Mai Daai Mee Kae Song Kon | Ard                                | Arachaporn Pokinpakorn                     | GMM25 |
| 2020 | Fai Gam Prae Vỏ bọc giàu sang                                | Tomanai Wanprakart                 | Jarinya Sirimongkolsakul                   | GMM25 |
| 2021 | Duang Jai Nai Montra Trái tim chàng si tình                  | Wipoo                              | Lorena Schuett                             | CH3   |
| 2021 | Mae Nak Phra Khanong                                         | Mak                                | Usamanee Vaithayanon                       | CH9   |
| 2022 | Lai Kinnaree Thước vải se duyên                              | Mercier Robert                     | Nadech Kugimiya & Urassaya Sperbund        | CH3   |

### MC
- 2016 Sports inspired by Supersports: Monday-Friday at 1.45 pm Broadcasting ONE 31 [1]

### MV
- The song falls in love with Wai Kamikaze
- ขออนุญาต..ห่วงใย / Kor Anooyaht Huang Yai - Dome Jaruwat (đóng với Preechaya Pongthananikorn)
- Songs Bangkok Allergy (feat. Takhakan Chlada) of Pang Nakarin
- The music of Ying Lee Si Chumphon
- PIMRYPIE [COVER] - จากกันไปง่ายๆ (Dễ Đến Dễ Đi) | Quang Hùng MasterD

## Giải thưởng
- Award for Best Supporting Actor, Karp Chad Luek Award, the 10th time from the drama "Buongrak"
- Silver Doll Award Outstanding young actor The 29th Phra Surasawadee Royal Award from the movie Jan Dara the Beginning for the year 2012